# Cidade Gaúcha
Cidade Gaúcha är en kommun i Brasilien.   Den ligger i delstaten Paraná, i den södra delen av landet, 1 000 km sydväst om huvudstaden Brasília. Antalet invånare är 11 067.
Trakten runt Cidade Gaúcha består i huvudsak av gräsmarker. Runt Cidade Gaúcha är det ganska glesbefolkat, med 24 invånare per kvadratkilometer.